# Diamant

Model krystalu diamantu (čtyřiadvacetistěn trojúhelníkový)

Diamant je téměř nejtvrdší známý přírodní minerál (nerost) a jedna z nejtvrdších látek vůbec (tvrdší jsou např. fullerit, romboedrická modifikace diamantu či nanokrystalická forma diamantu – ADNR). Jedná se o krystalickou formu uhlíku C. Tvoří hlavně jednotlivé krystaly oktaedrického, dodekaedrického nebo krychlového vzhledu, typický je vypouklý a vzácně až kulovitý tvar krystalů. Diamanty často tvoří srostlice krystalů. Pro použití ve šperku je nejoblíbenější výbrus nazývaný briliant.

## Etymologie
Slovo diamant pochází z řeckého ἀδάμας [adámas] znamenající nezničitelný.

## Vznik
Podle tradiční teorie vznikají diamanty ve svrchním zemském plášti za vysokých teplot (900–1300 °C) a tlaků (4,5–6 GPa) v ultrabazických vyvřelinách – kimberlitech, lamproitech a komatiitech. Podle izotopového složení uhlíku v diamantech se hovoří o harzburgitických diamantech, původem z pláště, a eklogitických diamantech, které mají podíl uhlíku z organických zdrojů a zřejmě vznikají při hluboké subdukci sedimentů.
Nicméně geneze diamantů není zcela jednoznačná. V posledních letech byly objeveny mikroskopické diamanty v granulitech, které zřejmě vznikly za podstatně nižších tlaků než se předpokládá u diamantů. Dalším nedořešeným problémem je vznik tmavých diamantů carbonado z Jižní Ameriky.
Většina diamantů vzniká v hloubce 150–200 km, nalezen byl ale i diamant vzniklý v hloubce 700 km. V zemském plášti je pravděpodobně uloženo velké množství diamantů.
Ve vesmíru vznikají diamanty ve vychladlých hvězdách, zatím největší takový byl objeven v bílém trpaslíku v systému PSR J2222-0137.

## Vlastnosti

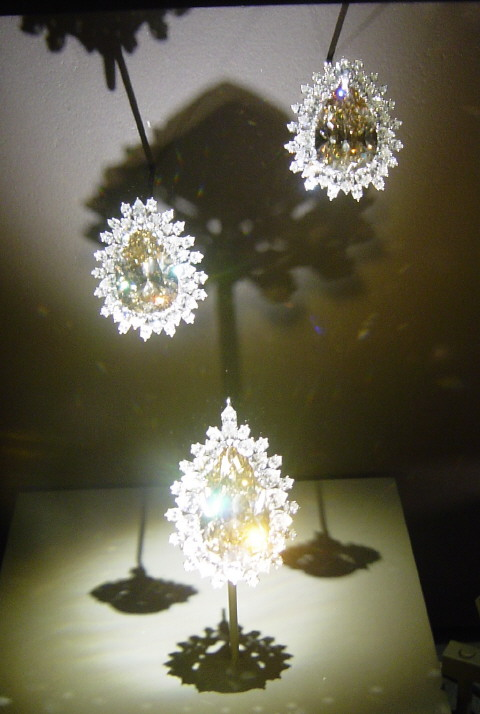
Klenotníci někdy dělají kolekce z diamantů stejných barev

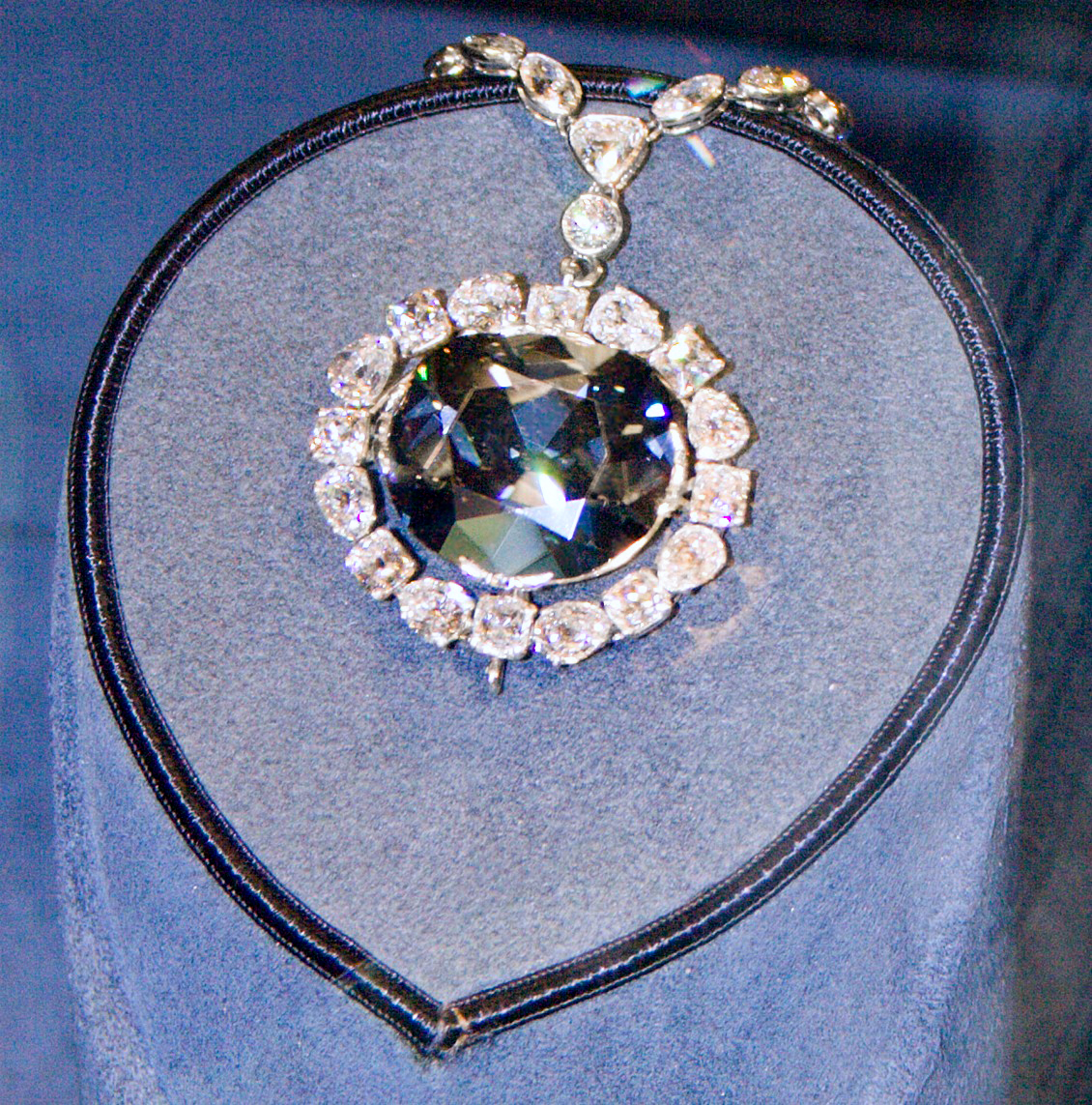
Diamant Hope. Jeho tmavě modré zabarvení je způsobeno stopovými příměsmi boru

Na diamantu bývá vyvinuto rýhování, plochy někdy naleptány a pak jsou matné. Diamant jako jediný drahý kámen se vyskytuje ve všech barevných modifikacích, nejčastěji je však bílý. Bývá šedý, neprůhledný bort, karbonádo, bezbarvý, dokonale štěpný podle osmistěnu {111}. Má tvrdost 10 v Mohsově stupnici, je 4× tvrdší než korund, nejvyšší tvrdost má na plochách štěpného osmistěnu (což umožňuje broušení diamantu diamantovým práškem), hustota 3,52–3,6 g/cm³. Má vysoký index lomu světla – přes 2,4 (ale moissanit má vyšší – 2,65–2,69) a nejvyšší tepelnou vodivost ze všech látek vůbec. Relativní permitivita εr je 5,5. Nevede elektřinu. Diamanty s příměsí určitých nečistot mohou mít vlastnosti polovodičů.

### Hmotnost
Hmotnost diamantů se udává v karátech. Metrický karát (Carat) je definován jako 0,2 g a značí se ct.
Diamant o hmotnosti 1 g má tedy 5 karátů. Diamanty v běžně prodávaných špercích mají obvykle hmotnost v setinách, desetinách až jednotkách karátů.
Tato jednotka hmotnosti se historicky vyvinula od hmotnosti semene svatojánského chleba (Rohovník obecný – Ceratonia siliqua – Carob Tree – St. John's Bread). Semena byla tradičně používána v Arábii a Persii jako závaží při určování hmotnosti drahých kamenů. Důvodem je skutečnost, že velikost a hmotnost těchto semen je poměrně uniformní a v uvedené oblasti světa jsou semena běžně dostupná.

### Barva
Chemicky čistý a strukturálně perfektní diamant je dokonale čirý bez odstínů nebo zabarvení. Barva diamantu může být způsobena chemickou nečistotou nebo strukturálními kazy v krystalové mřížce. Sytost a barva odstínu může zvýšit i snížit cenu diamantu. Například čiré diamanty s odstínem žluté nebo hnědé jsou většinou levnější, zatímco růžové, červené, sytě žluté nebo modré diamanty (jako například diamant Hope) jsou velmi ceněny. Proto se také někdy provádí umělá změna barvy diamantů fyzikálními procesy, jako je ozařování nebo žíhání za vysokého tlaku a teploty. Další úpravou (zlepšením) barvy je bělení diamantů.
Všechny úpravy barev diamantů mají za účel zvýšit cenu diamantu. Diamanty s upravenou barvou musí být označeny jako upravené.

### Čistota
Čistotou se míní míra vnitřních defektů. Mohou to být třeba krystaly cizího materiálu, nezkrystalizovaný uhlík nebo strukturální nedostatky jako malé praskliny, které mohou způsobovat bělavý nádech diamantu. Pouze asi 20 procent vytěžených diamantů má dostatečnou čistotu na to, aby mohly být užity v klenotnictví. Ostatních 80 procent se využívá průmyslově jako řezné nástroje nebo brusivo.

### Brus
Broušení diamantů je umění i věda o tom jak vytvořit drahokam z hrubého diamantu. Broušení diamantů popisuje způsob jakým byl hrubý kámen vybroušen a vyleštěn do své finální drahokamové podoby. Často je zaměňován brus s tvarem briliantů.
Techniky broušení diamantu jsou zlepšovány stovky let. Jednu z hlavních zásluh na moderním brusu má matematik a drahokamový nadšenec Marcel Tolkowski, který v roce 1919 zdokonalil kruhový briliantový brus tím, že spočítal ideální tvar pro maximální zpětný odraz a disperzi barev světla. Moderní kruhový briliant má nejméně 57 faset (vybroušených plošek).
V současné době se většina menších diamantů brousí v Indii a Rusku, kde je levná lidská práce. Většina operací při broušení menších diamantů je více méně zautomatizována.

## Těžba a výroba

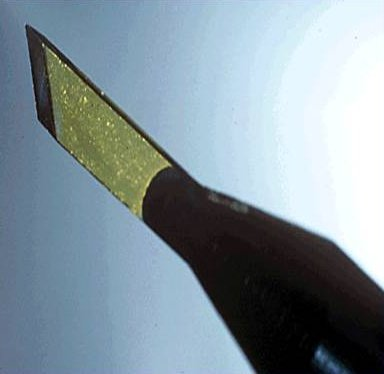
Skalpel s břitem z umělého diamantu

Přírodní diamanty se průmyslově těží ve velkých povrchových lomech, hlubinnou důlní těžbou kimberlitových nebo lamproitových komínů (důl Argyle v severní Austrálii), nebo podmořskou těžbou ze sedimentů.
Lze také vyrobit umělé diamanty, např. krystalizací uhlíku z kovových slitin za velmi vysokých tlaků a teplot. Jejich výroba je poměrně levná (spotřeba energie může být nižší než u těžby) a používají se jako průmyslové diamanty pro řezné nástroje a brusivo. Výroba velkých syntetických diamantů poslední dobou potenciálně ohrožuje průmysl přírodních šperkařských diamantů. Konečný efekt obecné dostupnosti syntetických diamantů šperkařské kvality na cenu přírodních diamantů lze těžko předvídat. Přírodní a umělé (syntetické) diamanty lze rozlišit většinou spektroskopickými metodami v dobře vybavené laboratoři.
Pomocí epitaxe z molekulárních svazků se za vysokého tlaku a teploty získávají diamanty ve tvaru tenkých destiček. Tyto umělé diamanty jsou velmi drahé a mají použití např. v optice, elektronice a v jiných speciálních zařízeních.

## Zpracování diamantů
Před 15. stoletím se do diamantových šperků používaly pouze surové neopracované drahokamy, lidé ještě tenkrát nevěděli, jak tento nejtvrdší nerost opracovat. Diamanty se začaly poprvé brousit v průběhu 15. století, kdy Belgičan Lodewijck van Bercken objevil způsob, jakým se dá surový diamant opracovat – pouze jiným diamantem. Nejčastěji používaným brusem je v současnosti briliant. Neopracovaný a neleštěný diamant vypadá jako kousek skla.
Vybroušením faset vzniká mistrovské dílo, třpytivý diamant. Typický kulatý briliant má celkem 57 faset neboli plošek: tabulku (velkou fasetu uprostřed), 32 faset na korunce (horní části briliantu) a 24 faset v pavilonu (dolní části briliantu zakončené špičkou). Při broušení ztrácí přes polovinu své původní hmotnosti. Diamanty se v dnešní době zpracovávají především moderními metodami, využívá se například laseru při rozřezávání a tvarování kamene. Pro konečnou fázi úpravy diamantu a jeho vybroušení v nádherný lesklý skvost je ale stále nenahraditelná lidská práce a zručnost.

## Certifikace diamantů

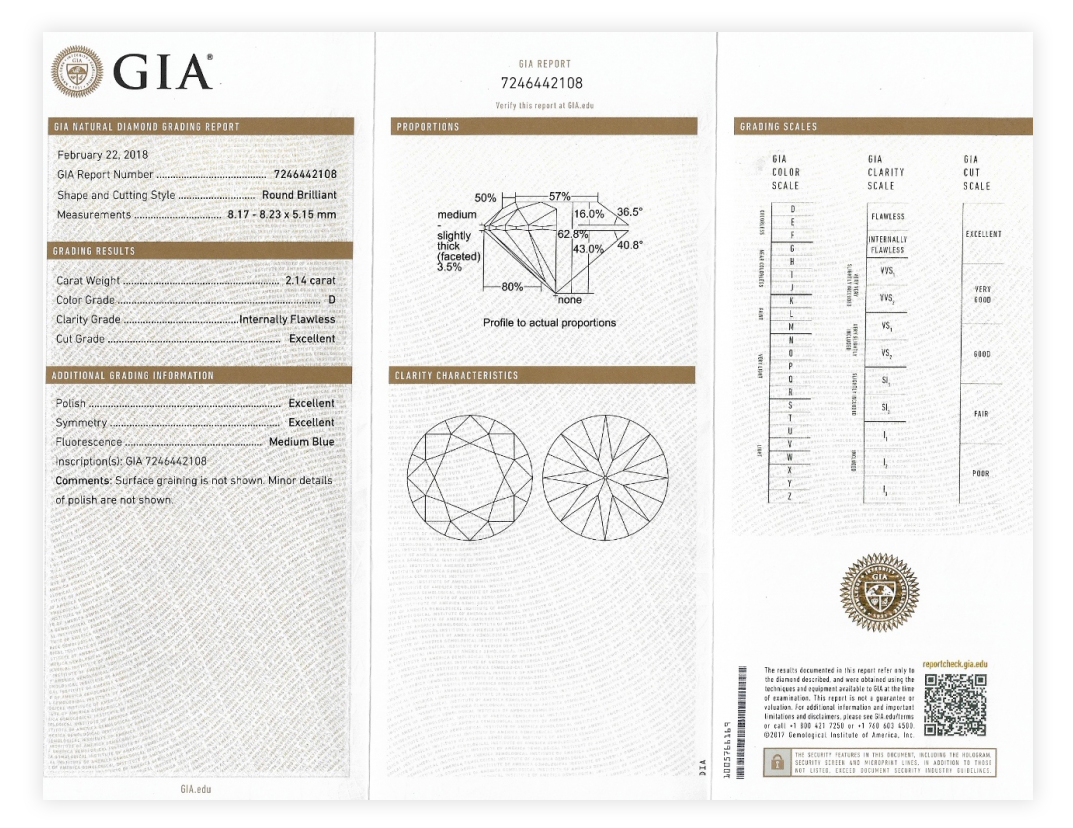
Certifikát vydaný gemologickou laboratoří GIA

Klíčovým ukazatelem přesných parametrů diamantu, a tedy i jeho výsledné hodnoty je certifikát vystavený mezinárodní gemologickou laboratoří. Jedná se o profesionální posudek, který deklaruje přírodní původ, nebo dodatečné technologické úpravy, kterými diamant prošel.

Certifikát dále popisuje veškeré výše popsané vlastnosti diamantu jako je hmotnost, barva a čistota, ale také hodnocení zpracování brusu diamantu nebo stupeň jeho fluorescence. Každý certifikovaný diamant získá během procesu hodnocení své unikátní číslo, které jej pak spojuje s vystaveným certifikátem. Díky digitálním technologiím je zpravidla možné toto číslo ověřit i online na stránkách gemologické laboratoře. 
"Pro neodbornou veřejnost je nákup diamantu bez mezinárodního certifikátu velmi nebezpečným krokem, protože celou řadu parametrů, ale i technologických úprav lze ověřit jen v laboratorních podmínkách!"

### Laboratoře hodnotící diamanty
Globálně existují stovky laboratoří, které poskytují služby v oboru hodnocení drahých kamenů. Ovšem pouhý fakt, že se společnost těmto službám věnuje, nestačí k tomu, abyste získali kvalitní a celosvětově uznatelný posudek. Důvodem jsou vysoké nepřesnosti ve výsledném hodnocení, které se mohou lišit i o více než 6 stupňů.
Takové gemologické laboratoře většinou úmyslně nadhodnocují své posudky, aby přilákaly nepoctivé obchodníky, kteří pak nabízejí diamanty s uměle navýšenou hodnotou.
Pozor také na tzv. firemní certifikáty! Takto vydaná hodnocení složitě prokazují svou objektivitu, protože nebyly vytvořeny nezávislým odborným institutem, ale samotným prodejcem. Na diamantovém trhu jsou proto neakceptovatelné.
I přesto, že regionální laboratoř dodržuje daná pravidla hodnocení, není považována za mezinárodní, protože je na opačném konci světa neznámá. Takový certifikát pak sice udává relevantní posudek, ale pro kupujícího z jiné země je bezpředmětný.

### Mezinárodně uznávané gemologické laboratoře
Celosvětově uznávané laboratoře hodnotící drahé kameny mají pobočky po celém světě a striktně dodržují definovaná pravidla pro jejich hodnocení. Vzhledem k přísným kritériím se dá výběr mezinárodně uznávaných gemologických laboratoří zúžit na následující výpis:
·      GIA – Gemological Institute of America
·      HRD – Hoge Raad voor Diamant
·      EGL – European Gemological Laboratory
·      IGI – International Gemological Institute

## Využití
Nejznámější je využití diamantů ve šperkařství. Aby vynikly jejich optické vlastnosti, jsou vybrušovány do tvaru speciálního mnohostěnu – briliantu. Hmotnost diamantu se vyjadřuje v karátech (ct).
Velmi významné je využití diamantů v průmyslu, kde je spotřeba mnohonásobně vyšší než ve šperkařství. Vyrábějí se z nich řezné, vrtné a brusné nástroje, prášky a pasty. Pro tento účel se využívají diamanty pro šperkařství bezcenné (špatná barva, špatná čistota), diamantový prach a průmyslově vyráběné diamanty. Díky extrémním fyzikálním vlastnostem se diamanty používají také pro řadu speciálních elektronických součástek a v laboratorním výzkumu.
Diamanty mohou poskytovat také informace vědcům, o tom, co se děje v Zemi. Byl například nalezen diamant, který v sobě obsahoval křemičitan vápenatý (CaSiO3) se strukturou perovskitu, minerál, který vzniká za vysokých tlaků a za běžných podmínek se v hloubce menší než 650 km stává nestabilním.

## Naleziště

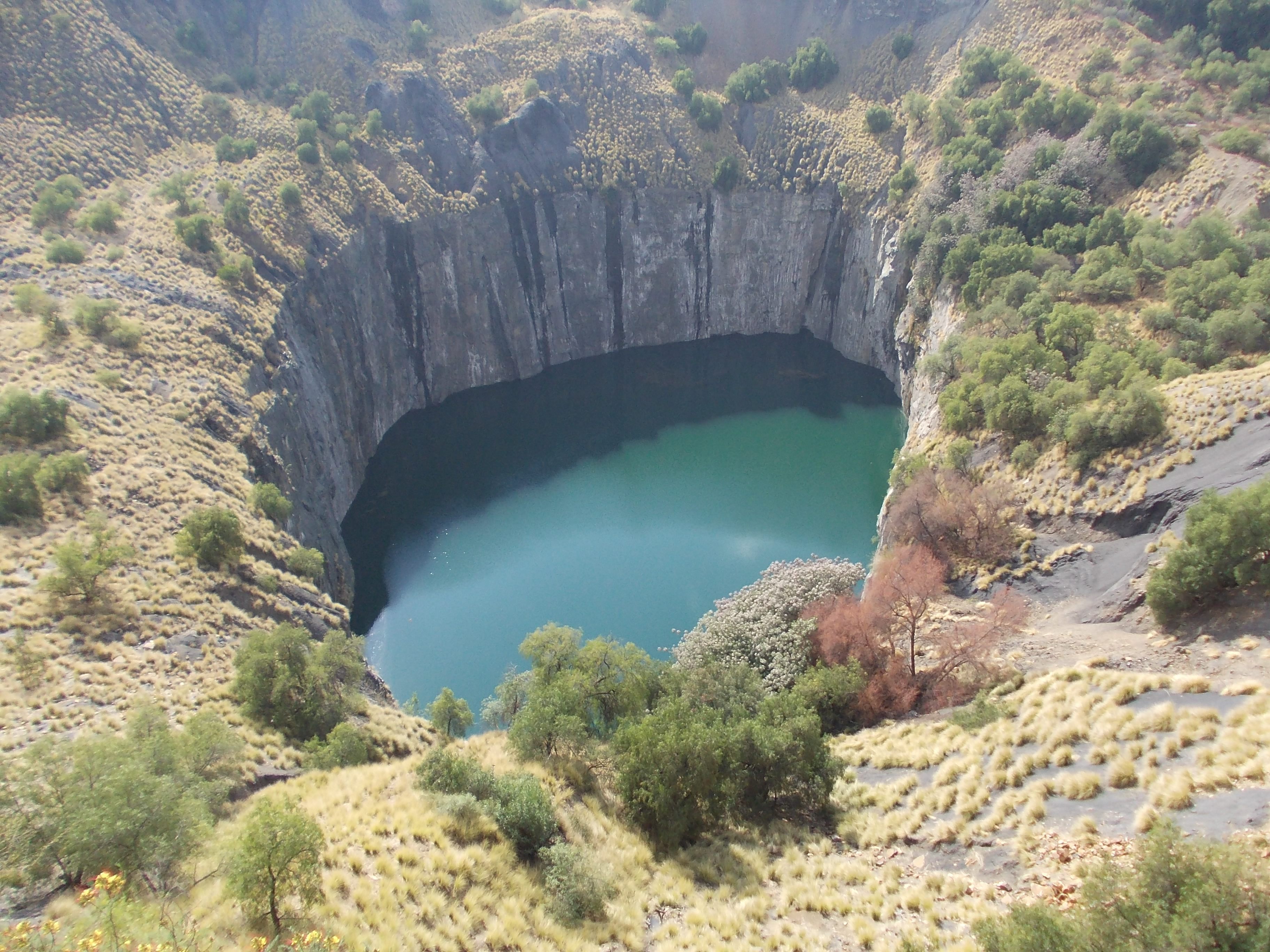
Důl Big Hole v Kimberly, vytěžený v letech 1871–1923, stav r. 2011

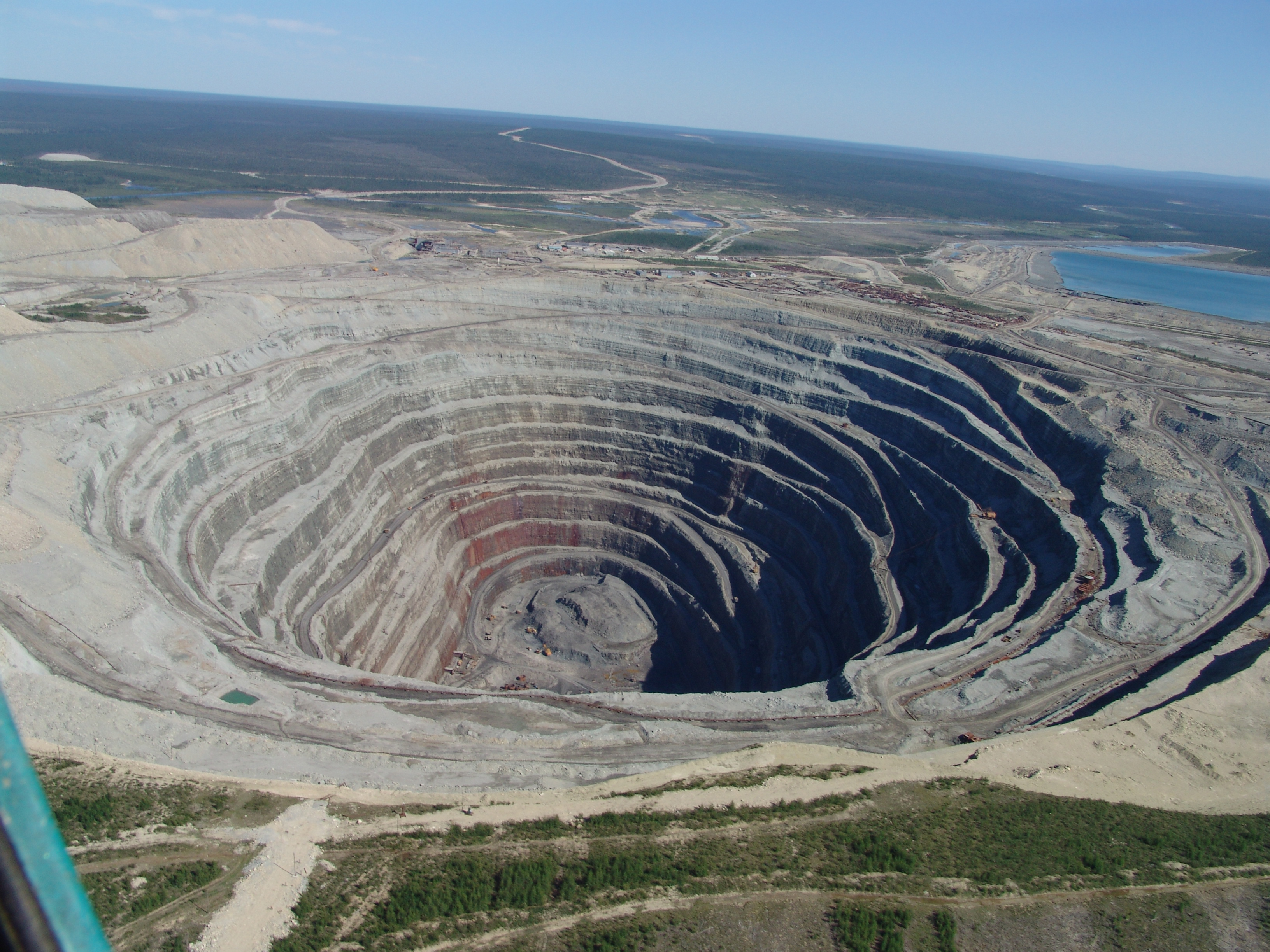
Sibiřský důl Udačnaja

Nejstarší naleziště diamantů jsou známa
- v Indii (oblast Golgonda);
- v Brazílii (stát Minas Gerais),
- v Jižní Africe
- v Rusku: Sibiř
- V Česku byl nalezen dvakrát (Dlažkovice, Chrášťany). Třetí nález u Starého Města se ukázal jako natavený kousek umělého sklo-keramického materiálu. Krom těchto byly v horninách Českého středohoří objeveny mikrodiamanty o velikosti 5 až 30 mikrometrů.

Současná významná naleziště (řazená podle hodnoty produkce)
- Botswana, jižní Afrika
- Lesotho, jižní Afrika, důl Letseng
- Rusko, Sibiř, (Jakutsko – Republika Sacha)
- Kanada
- Jihoafrická republika, důl Jagersfontein Mine
- Angola
- Namibie, jižní Afrika
- Austrálie

## Napodobeniny diamantů
Napodobeniny diamantů jsou minerály jako karbid křemíku (moissanit), bílý topaz nebo kubická zirkónie. Umělé diamanty se pro šperkařské a obchodní účely podle metodiky mezinárodní klenotnické organizace CIBJO (např. The Diamond Book 2006–1) rovněž řadí mezi napodobeniny, i když se fyzikálně a chemicky jedná o diamanty.

## Přehled největších surových diamantů (nálezy do roku 2019)

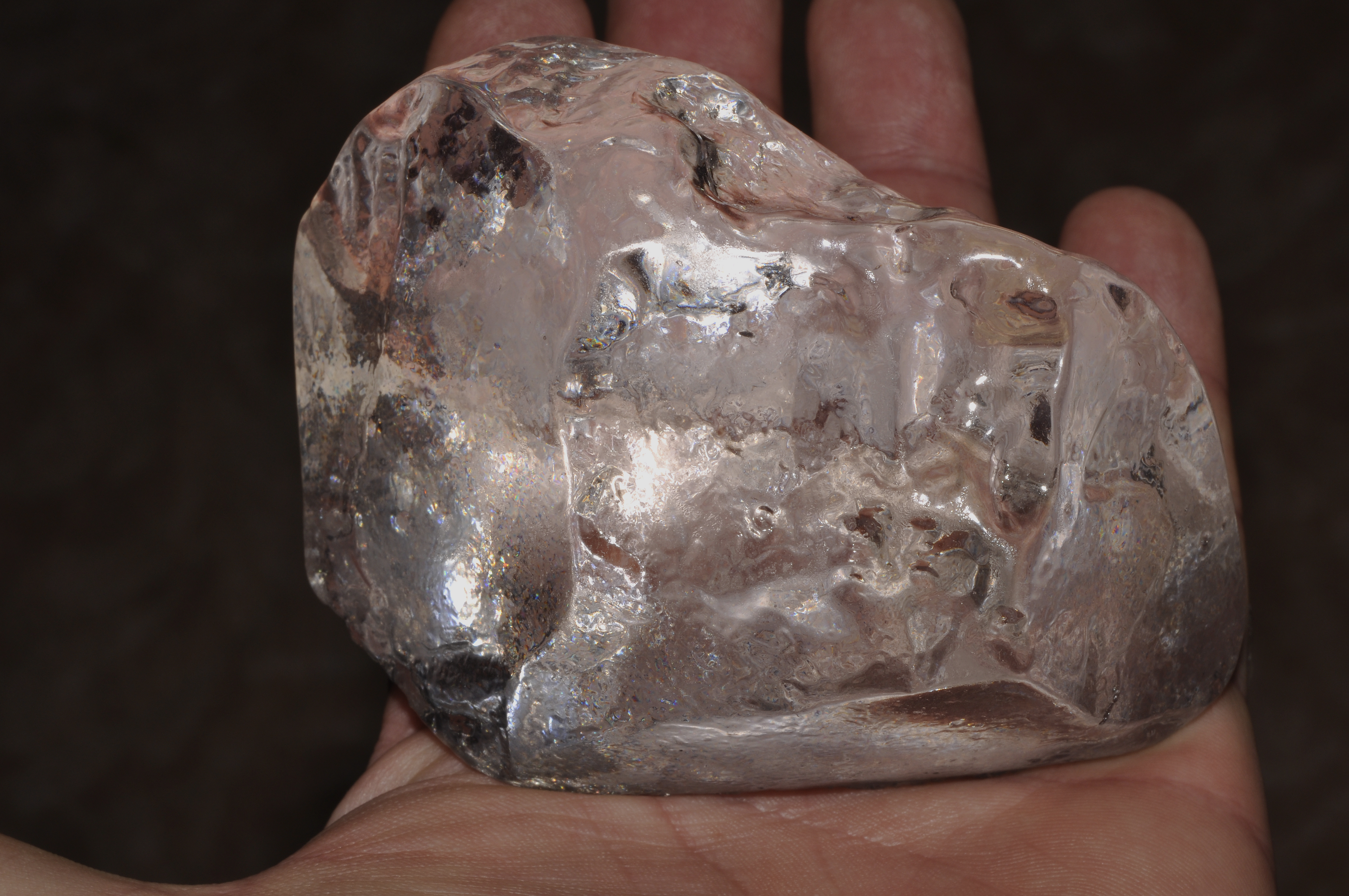
Surový Cullinan (kopie)...

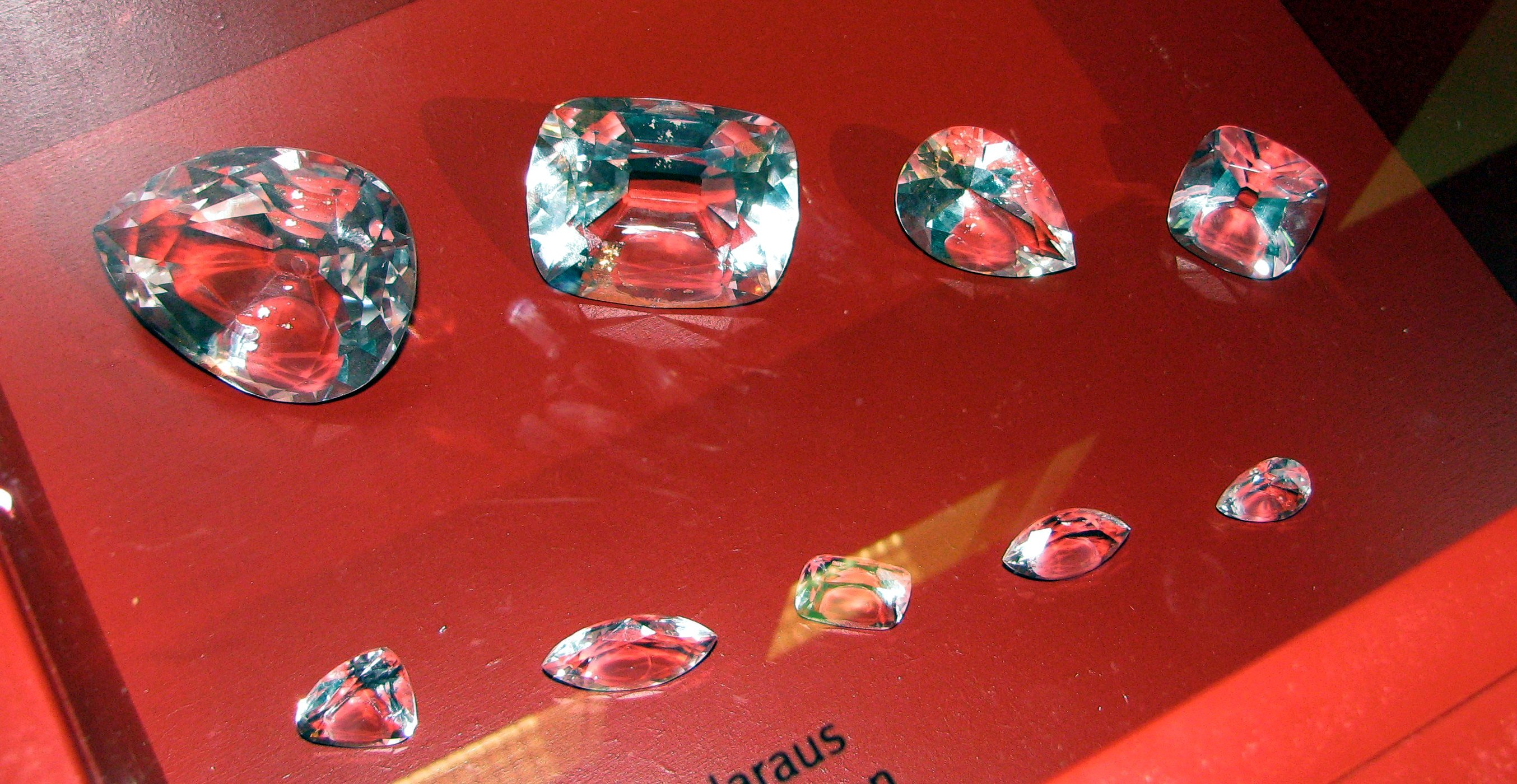
... a diamanty z něj vybroušené v roce 1908 v Amsterodamu. Vlevo nahoře Cullinan I, zvaný také (Velká) Hvězda Afriky, o hmotnosti 530,20 karátů. V současné době je součástí britských korunovačních klenotů umístěných v londýnském Toweru.

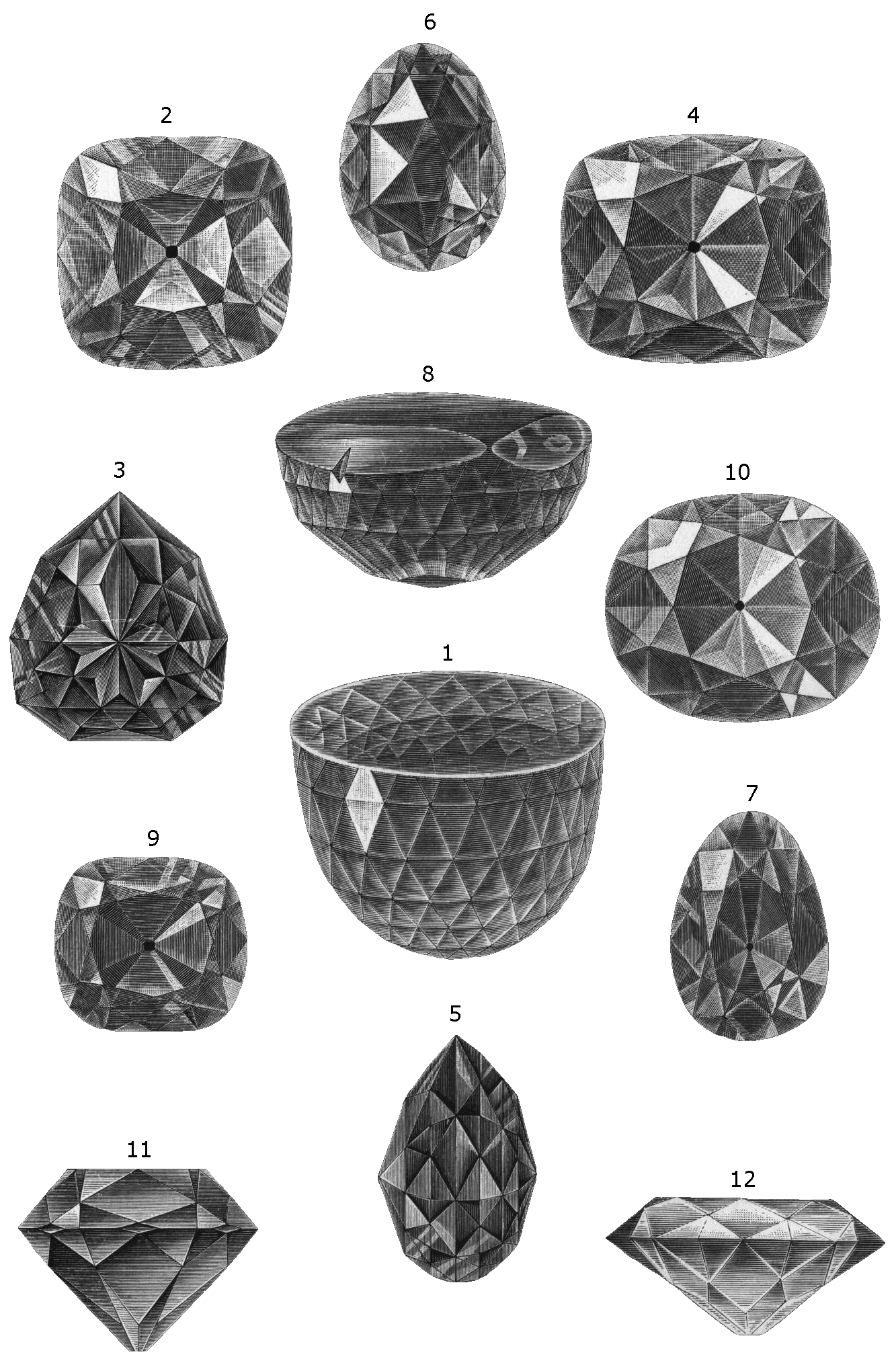
Slavné drahokamy a typy jejich brusů: 1. Velký Mohul, 2. a 11. Regent (dva brusy), 3. Florentský, 4. a 12. Hvězda jihu (dva brusy), 6. Sancy, 7. Zelený drážďanský; 8. Koh-i-noor starý brus; 9. Hope, 10. Koh-i-noor nový brus

| karáty | jméno                       | barva          | rok  | místo                               |
| ------ | --------------------------- | -------------- | ---- | ----------------------------------- |
| 3150   | Sergio                      | ..             | 1895 | Brazílie Bahía                      |
| 3106   | Cullinan I.                 | bez barvy      | 1905 | Jižní Afrika                        |
| 1758,7 | Sewelô                      | bez barvy      | 2019 | Botswana, Jižní Afrika              |
| 1111   | Graff Lesedi La Rona        | bez barvy      | 2015 | Botswana                            |
| 995,2  | Excelsior                   | bez barvy      | 1893 | Jižní Afrika                        |
| 968,8  | Hvězda Sierry Leone         | bez barvy      | 1972 | Sierra Leone                        |
| 910    | Lesotho Legend              | bez barvy      | 2018 | Lesotho, Jižní Afrika               |
| 890    | Incomparable                | hnědožlutá     | 2004 | Zair                                |
| 787,5  | Velký Mogul                 | namodralá      | 1650 | Indie                               |
| 770    | Woyie River                 | bez barvy      | 1945 | Sierra Leone                        |
| 755    | Golden Jubilee              | žlutohnědá     | 1985 | Jihoafická republika                |
| 726.6  | President Vargas            | modrobílá      | 1938 | Brazílie                            |
| 726    | Jonker                      | ..             | 1934 | Jihoafrická republika               |
| 650,8  | Reitz (Jubilee)             | bez barvy      | 1895 | Jižní Afrika                        |
| 609,25 | Baumgold/Victoria Transvaal | žlutá          | 1922 | Jižní Afrika                        |
| 603    | Lesotho Promise             | bílá           | 2006 | Jižní Afrika Lesotho                |
| 601    | Lesotho brown               | hnědá          | 1967 | Jižní Afrika Lesotho                |
| 532    | Sierra Leone                | ..             | 1943 | Sierra Leone                        |
| 455    | Darcy Vargas                | ..             | 1939 | Brazílie                            |
| 440    | Nizám                       | ..             | 1835 | Indie                               |
| 410    | Regent                      | bílá namodralá | 1698 | Indie                               |
| 404    | Grisogono                   | bílá           | 2016 | Angola                              |
| 353    | Premier Rose                | bez barva      | 1977 | Jihoafrická republika               |
| 342    | 26. sjezd KSSS              | žlutá          | 1981 | Rusko, Sibiř                        |
| 320,6  | Alexandr Puškin             | bez barvy      | 1989 | Rusko, Sibiř                        |
| 312    | Spirit of de Grisogono      | černá          | 2007 | Střední Afrika                      |
| 298    | Kreator                     | bez barvy      | 2004 | Rusko, Sibiř                        |
| 287    | Tiffany Yellow              | žlutá          | 1872 | Jižní Afrika Kimberley              |
| 273,8  | Centenary                   | bez barvy      | 1986 | Jihoafrická republika, Premier Mine |
| 186    | Koh-i-Noor                  | bez barvy      | 1655 | Indie již vybroušený                |

## Zajímavosti
- Diamant hoří. Právě důkaz o jeho složení a chemii vůbec vedl k experimentům, kdy se diamanty i pálily.[12]
- Může se roztrhnout až explodovat. Vnitřní tlaky se mohou projevit prasknutím až explozí, zejména po oslabení brusem, například při změně teploty.[12]